# 鲍勃·菲布斯
罗伯特·詹姆斯·“鲍勃”·菲布斯（英語：Robert James "Bob" Phibbs，1927年5月26日—2018年3月15日），生于安大略省温莎，加拿大男子篮球运动员。他曾代表加拿大获得1952年夏季奥运会男子篮球比赛第十三名。